# Fazenda Velha (Sobradinho)
A Fazenda Velha, ou Fazenda Sobradinho dos Melos, como era conhecida na época em que foi construída, se encontra na região administrativa de Sobradinho, na região Centro-Oeste, no Distrito Federal, no Brasil.

## História

### Antecedentes
As expedições bandeirantes, datadas do final do Século XVII e do início do Século XVIII, em busca principalmente de minerais preciosos, chegaram à região correspondente ao atual Distrito Federal no ano de 1722. Devido à presença de diversos cursos d'água nas localidades (principalmente dos Rio das Almas, Rio Preto, Rio Paracatu, Rio Corumbá), a área mostrou-se de fato rica em minérios e interessante aos bandeirantes, levando, então, à ocupação fixa destes na região.
O terreno local foi dividido em Sesmarias que, com o decorrer do tempo, formaram as chamadas "fazendas-mães", que originaram as atuais propriedades da região do Distrito Federal. Uma dessas fazendas-mães, merecedora de destaque, era a denominada Fazenda Sobradinho dos Melos, margeada pelo Córrego do Sobradinho; a fazenda foi responsável, em 1892, pela hospedagem dos integrantes da Comissão Exploradora do Planalto Central do Brasil - responsáveis pela criação do Relatório Cruls -, que tinha como objetivo o estudo da região central do país para escolha da localização da nova capital. Parte do patrimônio da Fazenda Sobradinho dos Melos permanece conservada, hoje, na área da atual Fazenda Velha. 

### A Fazenda
A casa-sede da Fazenda é datada de 1884 e, ao que tudo indica (pela arquitetura da casa e pela localização privilegiada), era pertencente a família nobre, sendo referência social e econômica da época.
A casa possui arquitetura colonial, com o uso de materiais típicos à época e à localidade: paredes de adobe, piso de aroeira, janela e portas de madeira de lei, telhado de telhas de barro. A casa é bastante espaçosa, indício do alto poder aquisitivo da família proprietária.

### Restauração
A casa foi encontrada, na década de 90, em ruínas, com paredes e telhamento comprometidos. A restauração ocorreu no ano de 1996, pelo membro da Fundação Maurício de Nessau e arquiteto Emiel Roeland Staylaerts. Para restaurar a casa, foram obedecidos padrões de construção da época de levantamento da casa, em prol da preservação das características originais da edificação. Assim, utilizou-se tijolos de adobe para a restauração das paredes, telhas de barro artesanais para a restauração do telhado e, para as janelas e portas, foi utilizado o madeiramento original recuperado. 
A Fazenda Velha foi reconhecida pelo Patrimônio Histórico e Artístico do Distrito Federal, em iniciativa do Comitê Internacional das Capitais Culturais, como a 10ª maravilha de Brasília, devido a seu alto valor histórico e cultural, sendo a única candidata datada de antes do início da construção de Brasília.

## Visitação
A Fazenda Velha é, hoje, aberta a visitações, que ocorrem com café-da-manhã e almoço no restaurante da Fazenda, sob pagamento de diária. É também aberta ao recebimento de eventos corporativos, aulas e festas infantis. 
A visita à Fazenda Velha é considerada uma das maneiras mais preciosas e próximas à capital federal de imergir no passado do nosso país e conhecer a história da ocupação territorial bandeirante.